# Syngonanthus itambeensis
Syngonanthus itambeensis är en gräsväxtart som beskrevs av Silveira. Syngonanthus itambeensis ingår i släktet Syngonanthus och familjen Eriocaulaceae. Inga underarter finns listade i Catalogue of Life.